# Centro idrico Eur
Il Centro Idrico Eur di Vigna Murata a Roma progettato da Francesco Palpacelli è uno dei circa 50 centri idrici che servono la città, così da rimediare ai salti di quota altimetrica. Caratterizzato dall'imponente torre piezometrica alta 120 metri, i quali la rendono il quinto edificio più alto di Roma insieme alla Torre Europarco, si tratta di un vero e proprio capolavoro architettonico tanto da aver fatto vincere all'opera il premio IN/ARCH del 1989 e nel 1993 il premio come migliore opera industriale dalla convenzione europea delle costruzioni in acciaio.

## Premessa: i centri idrici romani
Il Centro Idrico Eur di Vigna Murata fa parte di una più complessa rete di centri idrici. L'ACEA per far fronte allo sviluppo urbanistico-demografico e alla notevole variabilità altimetrica della capitale ha suddiviso la città in circa cinquanta zone idriche, ognuna delle quali servite da un "centro idrico". L'opera di Palpacelli è riconducibile al tipo di centro idrico sopraelevato, il quale regola la pressione di alimentazione limitandone le variazioni, inoltre, sotto un punto di vista estetico, questi centri si stagliano nello skyline capitolino a fianco di chiese, parchi e palazzi secolari.

## Storia ed ideazione dell'opera
(Francesco Palpacelli, Centro Idrico Eur Roma, 1992)

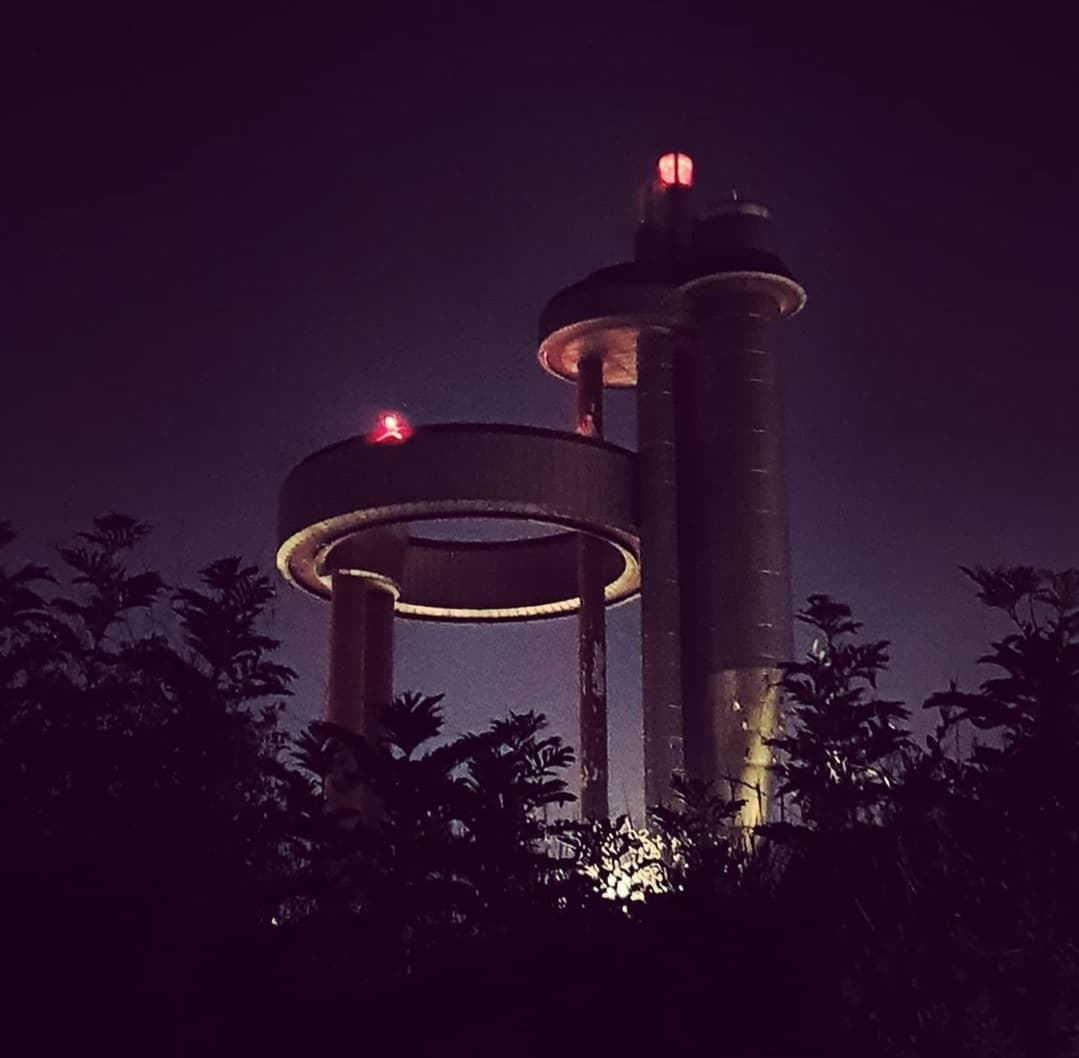
Il centro idrico di notte visto dal basso, i due torrini trasparenti sono accesi.

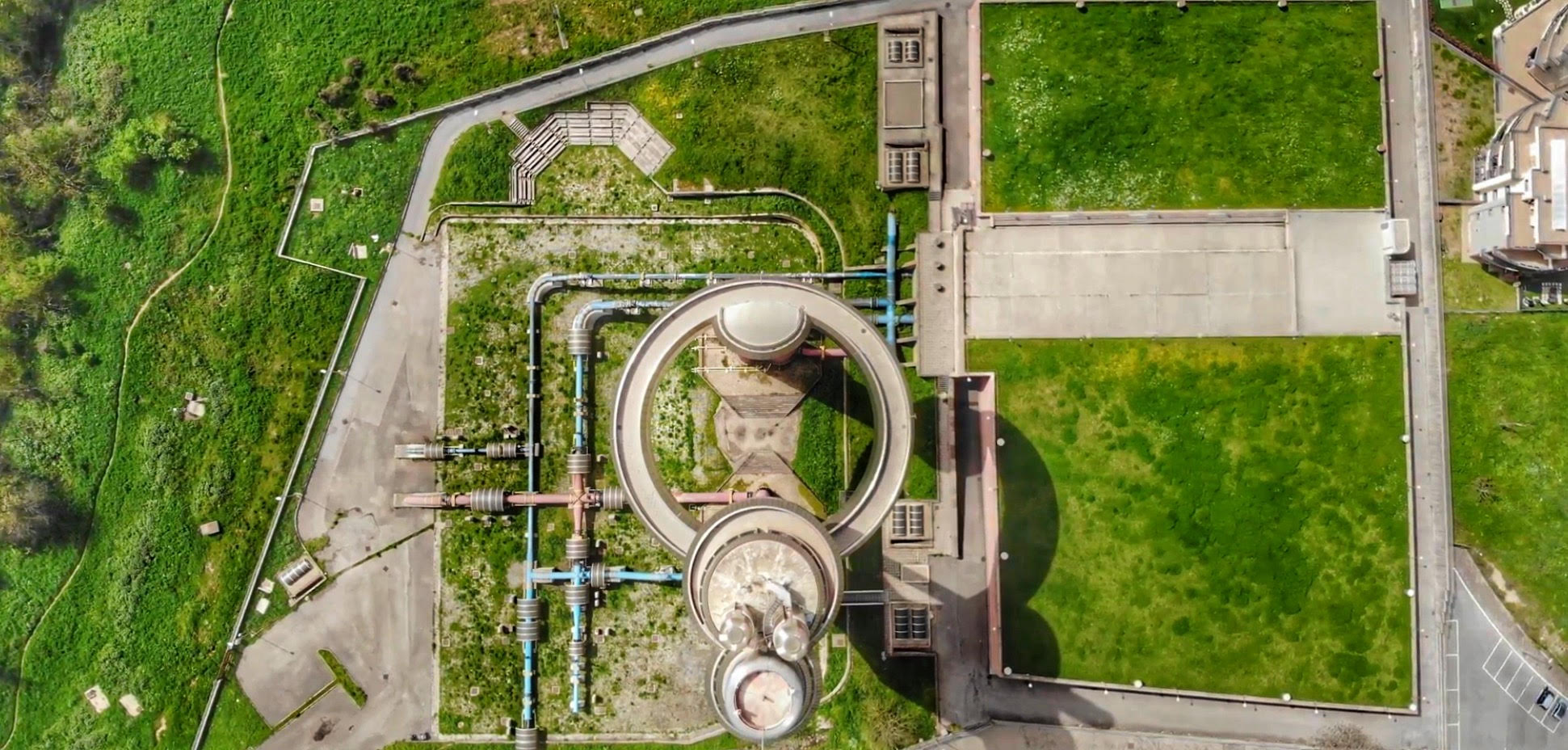
foto aerea della torre piezometrica con la quale si possono vedere la forma del serbatoio sospeso e le tubature a vista.

Palpacelli vinse nel 1973 il concorso indetto da ACEA per la realizzazione del Centro Idrico, la realizzazione iniziò nel 1985 e venne conclusa nel 1989. La torre di Vigna Murata prosegue la sperimentazione dell’architetto sul tema delle torri idriche, già esplorato nel 1959 quando ottenne il primo premio al concorso di progettazione per un impianto da costruirsi alla Bufalotta. L’impianto della Bufalotta, di grande essenzialità e rigore, venne premiato dall’INARCH, nell’anno 1964, come miglior progetto realizzato nell’ambito della regione Lazio. A differenza di quello di Vigna Murata, l’impianto della Bufalotta è interamente in cemento armato. A Vigna Murata invece Palpacelli e Romaro sperimentano un materiale differente, l’acciaio: più costoso del cemento armato in fase di costruzione, ma meno oneroso nel tempo, dati gli scarsi costi di manutenzione. Inoltre risulta preminente la denuncia didattica dei percorsi esterni delle tubazioni poste alle basi della torre, grazie alla quale il visitatore può facilmente comprendere le funzioni dei suddetti, difatti grazie alle diverse colorazioni utilizzate si possono individuare: gli arrivi in rosso, le partenze in blu, gli scarichi in giallo. Alla sommità della torre, all'altezza di circa 100 metri, troviamo i due torrini predisposti all'illuminazione notturna, le luci di colore rosso si trovano all'interno di due cupole trasparenti. L'opera era originariamente pensata per la pubblica fruizione all'interno di un più ampio e complesso progetto del Parco Scientifico dell'Acqua ACEA, grazie al quale si poteva anche accedere ad una passeggiata sul serbatoio circolare e ad una futuristica caffetteria posta all'ultimo piano dalla forma troncoconica. Il progetto del Parco Scientifico non partì mai ed ancora oggi diversi abitanti del quartiere si battono per la conclusione del progetto.

## Aspetto generale ed elementi strutturali

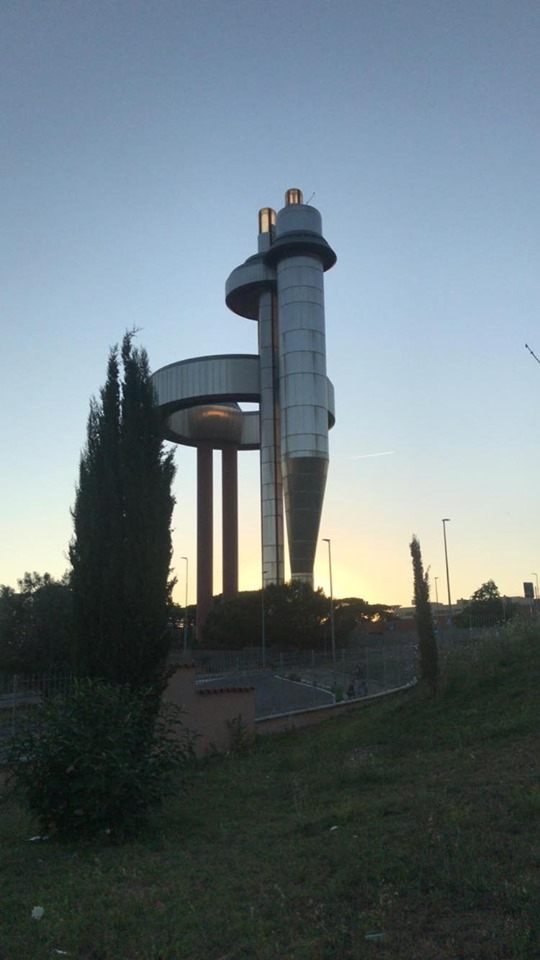

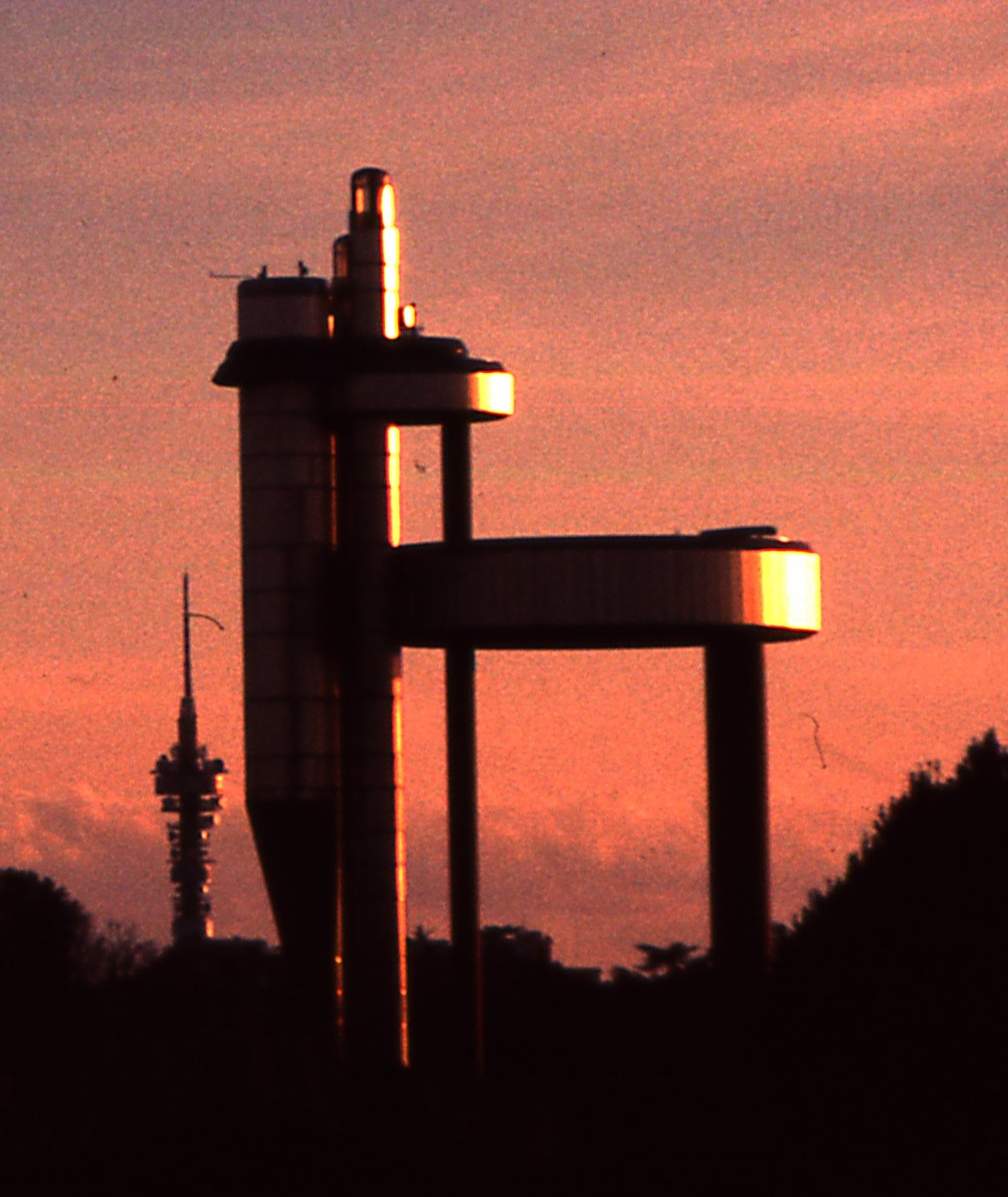

Il Centro Idrico sorge ai limiti della zona residenziale di via di Vigna Murata, esso è destinato a gestire i consumi idrici di circa 400'000 abitanti, con una portata in uscita di 3'900 m³/sec. ed una capacità di accumulo nelle vasche interrate di circa 35'000m³. Opera unica in Europa nel suo genere è stata realizzata interamente con acciaio di tipo ITACOR protetto con cicli di verniciatura speciale, inoltre i piloni-piezometro, il serbatoio anulare e i locali accessibili come la caffetteria sono ricoperti con pannelli sandwich di acciaio INOX. Tali pannelli grazie alla loro giacitura verticale, ben si adattano alla geometria cilindrica dei serbatoi, sono in tutto 96 e sono posati con una fuga ben marcata, anche perché nelle intenzioni dei progettisti c’era l’idea di concepire il serbatoio come un enorme orologio solare: il progredire delle ombre sulla superficie cilindrica segna infatti lo scorrere del tempo, corrispondendo ciascun pannello a un’unità temporale di 15 minuti. Gli elementi strutturali sono completamente indipendenti da quelli idraulici, grazie a questa indipendenza la manutenzione dell'edificio risulta semplificata. Il serbatoio pensile, dalla caratteristica forma anulare, è collocato a m 60,00 dal piano di campagna, il suo diametro esterno è di m 34,00 ed è caratterizzato da una sezione scatolare corrente di m 4,00 per m 5,50 e presenta particolari connessioni ai piloni di sostegno che assolvono a funzioni differenti fra di loro.